# Dentex macrophthalmus
Dentex macrophthalmus es una especie de peces de la familia Sparidae en el orden de los Perciformes.

## Morfología
Los machos pueden llegar alcanzar los 65 cm de longitud total.

## Distribución geográfica
Se encuentra en las  costas del  Atlántico oriental (desde Portugal hasta Namibia, incluyendo Cabo Verde y las Islas Canarias) y del mar Mediterráneo.